# Ferran Appiani d'Aragona
Ferran Appiani d'Aragona (Valle 1492- Florència 1559) fou fill de Belisari Appiani d'Aragona (senyor de Valle i Montioni del 1474 al 1515) i germà de Gerard Appiani d'Aragona de Còrsega. Fou conegut com a "il Signore di Populonia" (el senyor de Populònia). Va heretar les senyories de Valle i Montioni el 1515 i fou creat marquès el 1543 pel duc de Florència. Era molt ric gràcies a les mines que posseïa i residia normalment a Populònia pel que fou considerat senyor del feu, que no li pertanyia pas.
Va morir el 1559. Estava casat des del 1522 amb Emília Orsini. Va tenir tres fills legítims: Amàlia, coneguda per Anna (casada amb Massimiliano Attendolo Bolognini, comte de Sant'Angelo Lodigiano), Sforza Appiani d'Aragona, i Beatriu (casada amb Bernat de la Gherardesca, comte de Pietrarossa, la qual va morir el 1595). També va tenir tres filles naturals: Cínzia, Bàrbara (monja) i Fúlvia.